# Марковиці (Куявсько-Поморське воєводство)
Марковиці (пол. Markowice, нім. Markowitz) — село в Польщі, у гміні Стшельно Моґіленського повіту Куявсько-Поморського воєводства.
Населення — 586 осіб (2011).
У 1975-1998 роках село належало до Бидгощського воєводства.

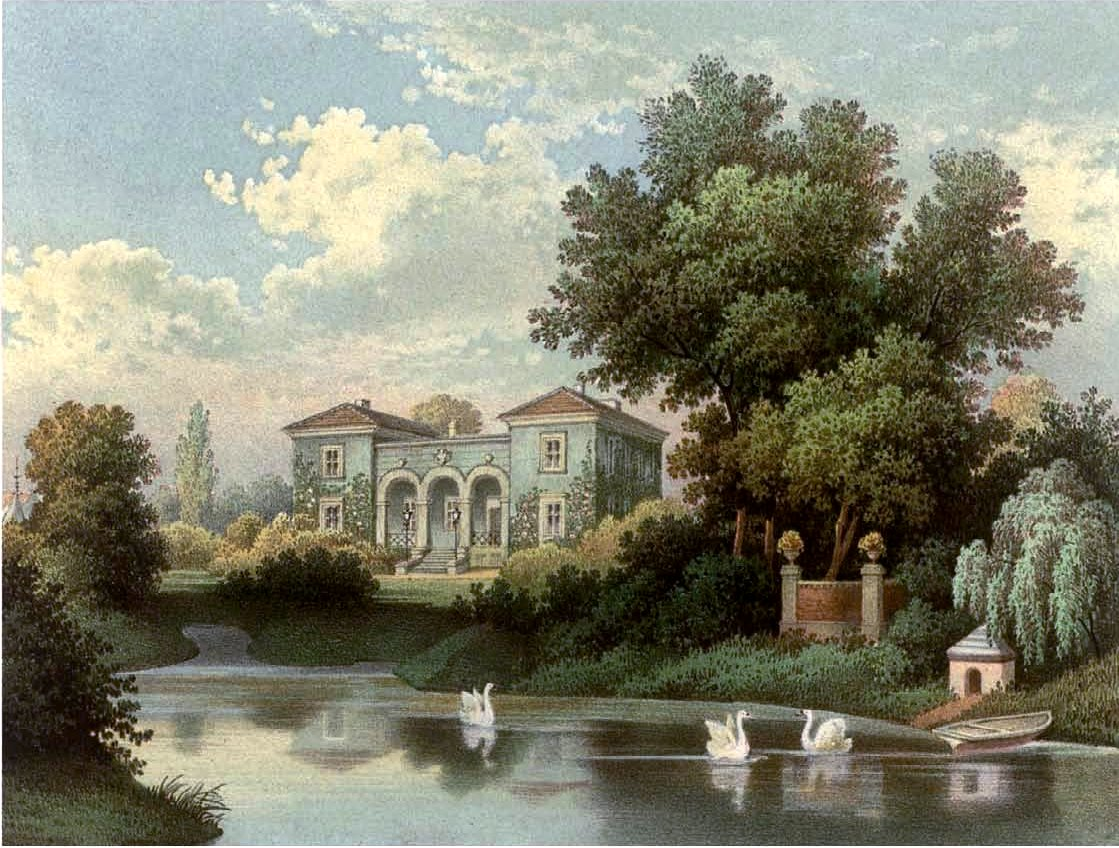
Gut Markowitz around 1860, Edition by Alexander Duncker

## Демографія
Демографічна структура станом на 31 березня 2011 року:
|          | Загалом | Допрацездатний вік | Працездатний вік | Постпрацездатний вік |
| -------- | ------- | ------------------ | ---------------- | -------------------- |
| Чоловіки | 303     | 55                 | 217              | 31                   |
| Жінки    | 283     | 52                 | 167              | 64                   |
| Разом    | 586     | 107                | 384              | 95                   |